# Santiano/Konzerte und Tourneen
Dies ist eine Liste über alle absolvierten Tourneen der deutschen Shanty-Rockband Santiano.

## Tourneen
| Jahr | Titel                              | Zeitraum                              | Anzahl der Auftritte     |
| --- | ---------------------------------- | ------------------------------------- | ------------------------ |
| 2012–2013 | „Bis ans Ende der Welt“ Tour       | 16. Mai 2012 – 2. Oktober 2013        | 64 ( 64)                 |
| Die „Bis ans Ende der Welt“ Tour wurde in 3 Abschnitten absolviert und führte Santiano zu 64 Konzerten in ganz Deutschland. Die Sommerauftritte 2013 fanden als Freiluftkonzerte statt. |                                    |                                       |                          |
| 2013–2014 | „Mit den Gezeiten“ Tour            | 23. November 2013 – 21. Dezember 2014 | 100 ( 95, 4, 1)          |
| Die 100 Konzerte umfassende Tour „Mit den Gezeiten“ wurde in 3 Abschnitten durchgeführt und führte die Band erstmals nach Dänemark. |                                    |                                       |                          |
| 2015 | Live & Open Air Tour               | 9. Mai 2015 – 12. September 2015      | 10 ( 10, 1, 1)           |
| Bei der Live & Open Air Tour traten Santiano zu 10 Freiluft-Konzerten in Deutschland, der Schweiz und Dänemark an. |                                    |                                       |                          |
| 2015–2016 | „Von Liebe, Tod und Freiheit“ Tour | 10. November 2015 – 1. März 2016      | 31 (bis März 2016) ( 31) |
| Die Tour zu ihrem Album Von Liebe, Tod und Freiheit begann am 10. November 2015 in Bayreuth und wurde mit Open-Air-Konzerten im Sommer 2016 fortgesetzt, die die Band unter anderem nach Berlin führten, wo in der Waldbühne am 16. Juli 2016 das Live-Album zu Von Liebe, Tod und Freiheit aufgenommen wurde. Die Tour endete Mitte September 2017 in Ralswiek. |                                    |                                       |                          |